# Фонтанел
Фонтанел (фр. Fontenelles) насеље је и општина у источној Француској у региону Франш-Конте, у департману Ду која припада префектури Монбелијар.
По подацима из 2011. године у општини је живело 541 становника, а густина насељености је износила 64,56 становника/km². Општина се простире на површини од 8,38 km². Налази се на средњој надморској висини од 900 метара (максималној 960 m, а минималној 860 m).

## Демографија
| 1962. | 1968. | 1975. | 1982. | 1990. | 1999. | 2011. |
| ----- | ----- | ----- | ----- | ----- | ----- | ----- |
| 380   | 403   | 381   | 383   | 417   | 438   | 541   |

График промене броја становника у току последњих година